# Троицкое (Башмаковский район)
Троицкое — село в Башмаковском районе Пензенской области России. Входит в состав Троицкого сельсовета.

## География
Расположено в 5 км к западу от центра сельсовета села Тимирязево.

## Население
| 1864 | 1877  | 1897  | 1911  | 1926  | 1930  | 1959 |
| ---- | ----- | ----- | ----- | ----- | ----- | ---- |
| 1690 | ↘1433 | ↗1507 | ↗1915 | ↗2029 | ↘1773 | ↘929 |
| 1970 | 1979  | 1989  | 1996  | 2002  | 2010  |      |
| ↘724 | ↘532  | ↘307  | ↗334  | ↘278  | ↘209  |      |

## История
Основано в начале XIX в. В 1852 г. построена новая каменная церковь во имя Святой Троицы. В середине XIX в. центр Троицкой волости Керенского уезда, а с 1920-х годов Троицкого сельсовета Башмаковского района. Отделение совхоза имени Тимирязева.

## Уроженцы
- К. П. Максин — Герой Советского Союза
- П. Е. Лазарев  — генерал-майор